# Nové Zámky u Litovle
Nové Zámky – wieś, część gminy Mladeč, położona w kraju ołomunieckim, w powiecie Ołomuniec, w Czechach.